# William Beresford, 1:e viscount Beresford

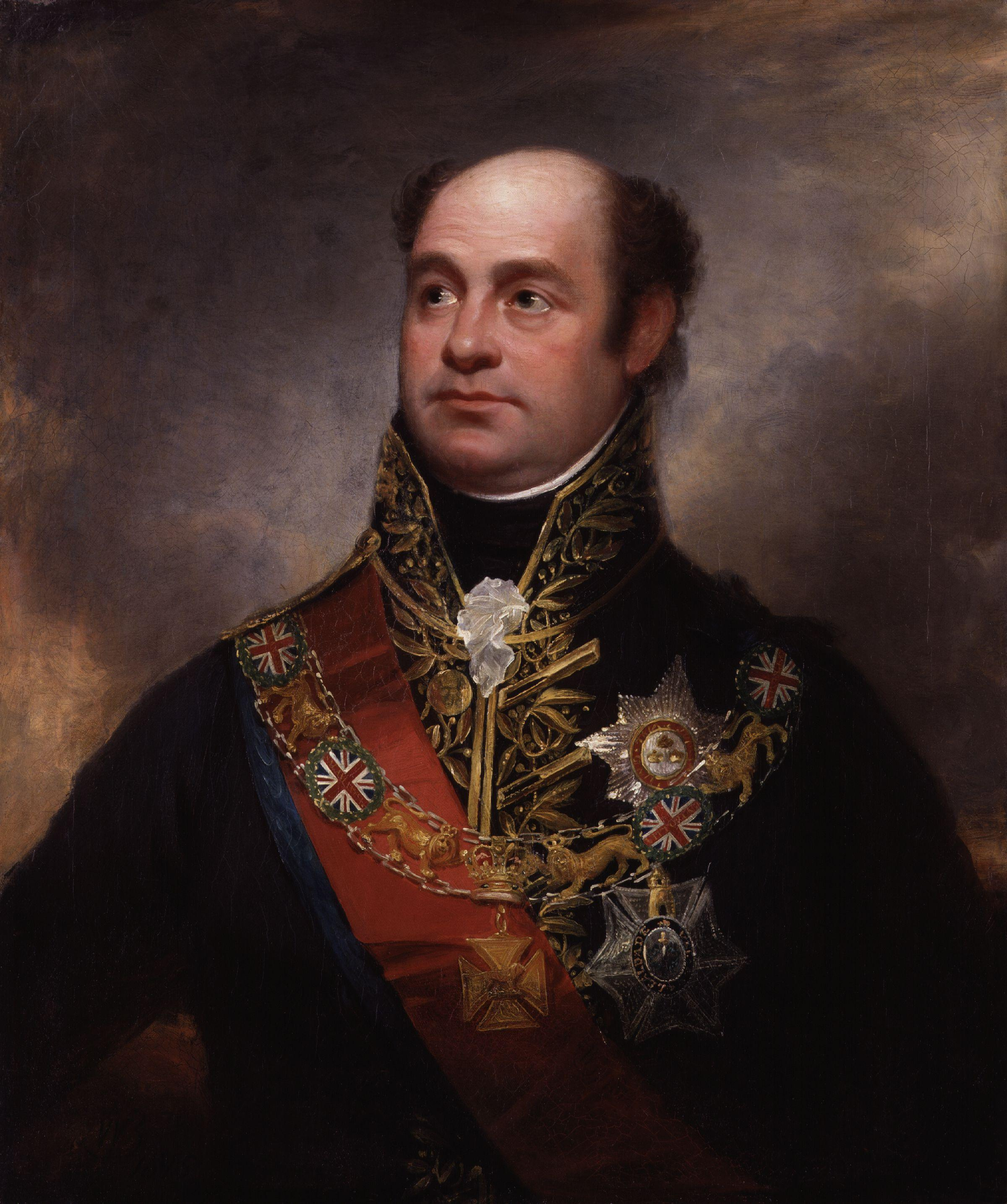
William Carr Beresford, viscount Beresford.

William Carr Beresford, 1:e viscount Beresford, hertig av Elvas, född 2 oktober 1768, död 8 januari 1854, var en brittisk militär. Han var illegitim son till George Beresford, 1:e markis av Waterford.
Efter att med utmärkelse ha tjänat i Indien, Egypten och Sydafrika sändes Beresford 1805 till Sydamerika, närmast för att erövra Argentina. Han intog Buenos Aires, men måste på grund av den spanska kolonialarméns överlägsenhet kapitulera. 
Beresford rymde efter sex månader och sändes 1809 till Portugal för att reorganisera landets armé, ett uppdrag han fullföljde med stor skicklighet. Han deltog därefter i striderna mot Napoleon I på Pyreneiska halvön. 
År 1819 avskedades Beresford ur portugisisk tjänst i samband med revolutionen. År 1821 blev han medlem av Privy Council och 1828 inträdde han i Wellingtons ministär men avgick redan 1830 och drog sig sedan tillbaka från det offentliga livet.